# イヴァン・ヴァシレヴィチ
イヴァン・アントノヴィチ（アントナヴィチ）・ヴァシレヴィチ（ロシア語: Иван Антонович Василевич、ベラルーシ語: Іван Антонавіч Васілевіч、1894年 - 1937年11月24日）は、ソビエト連邦の官僚・政治家。

## 生涯
1894年、ロシア帝国ヴィリナ県ブツラフに生まれた。1917年から故郷の町で執行委員会議長を務め、翌1918年からボリシェヴィキとなるとともにヴィリナ県の食糧委員に就いた。翌1919年2月からリトアニア＝白ロシア・ソビエト社会主義共和国食糧副人民委員となり、また同年から南西戦線兵站長、エカテリノスラフ県食糧委員、ウクライナ社会主義ソビエト共和国食糧副人民委員、ハリコフ軍管区革命軍事会議メンバーを務める。1925年まではソビエト連邦財務人民委員部 (ru) 税務部部長、同年12月までは白ロシア社会主義ソビエト共和国国内貿易人民委員 (be) でもあった。同月から1927年9月までは白ロシア共和国財務人民委員 (be)、同月30日から1930年10月25日まで白ロシア共産党中央委員会 (be) 第二書記を務めた。
同年から翌1931年までは連邦農業人民委員部 (ru) で働き、1932年からは極東地方土地部部長、1933年から翌1934年8月までは下アムール管区ソビエト執行委員会議長、同年から1937年6月までは全連邦共産党極東地方委員会農業部部長を務めた。しかし、同月30日にポーランドおよび日本のスパイとして経済活動を破壊した容疑によってNKVDに逮捕され、同年11月24日に銃殺刑に処された。その後、1956年に名誉回復がなされた。